# Francesco Antonio Vallotti

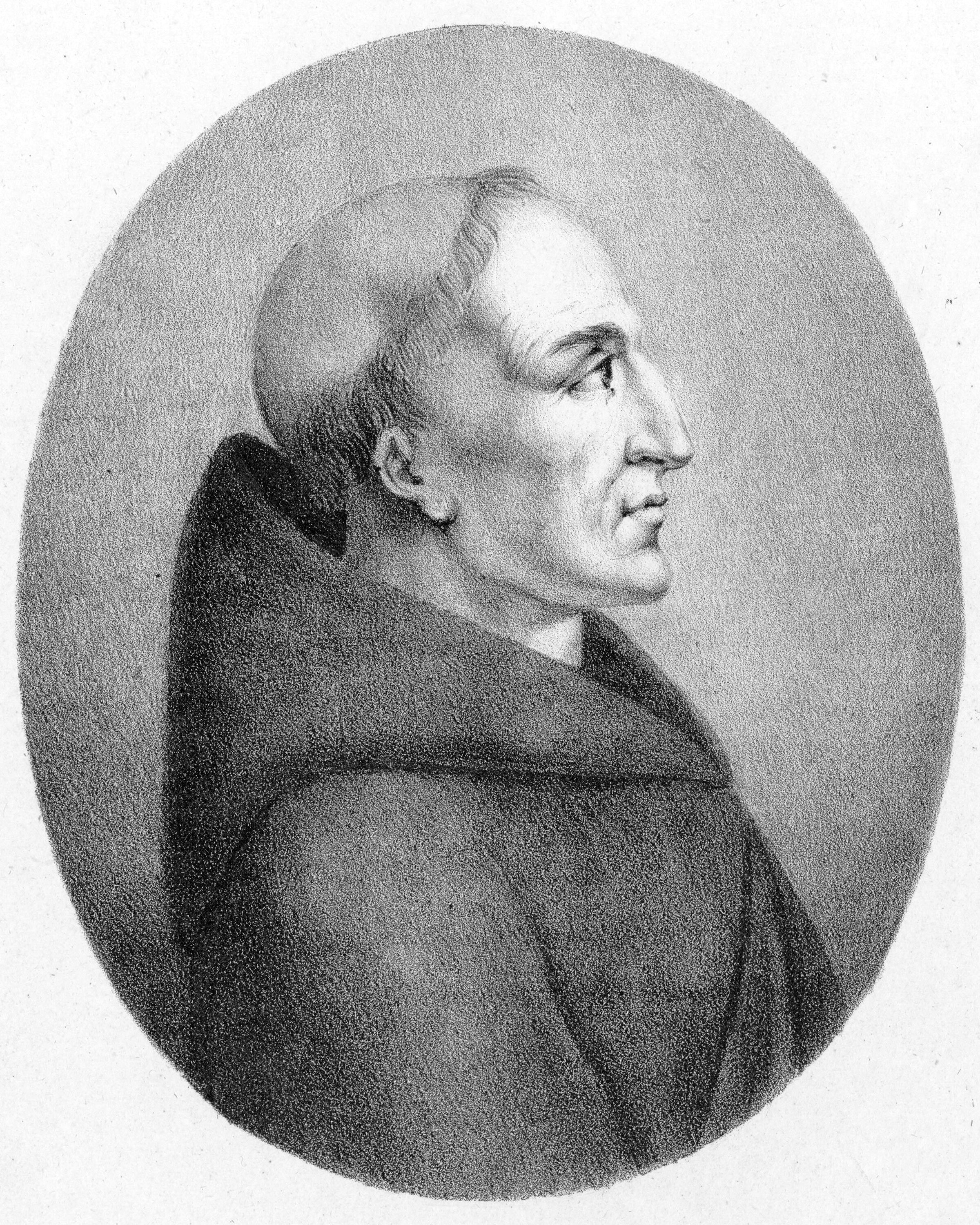
Francesco Antonio Vallotti

Francesco Antonio Vallotti (* 11. Juni 1697 in Vercelli; † 10. Januar 1780 in Padua) war ein italienischer Komponist, Musiktheoretiker und Organist.

## Leben
Vallotti wurde zunächst Schüler von Giovanni Ambrogio Bissone (1646–1726), Kapellmeister an St. Eusebius in Vercelli. 1716 trat er dem Franziskanerorden bei und wurde 1720 Priester. 1722 übernahm er eine Organistenstelle in Padua und wurde 1730 Kapellmeister dort als Nachfolger von Antonio Calegari (1656–1742), bei dem er vermutlich vorher studiert hatte. Diese Position behielt er für 50 Jahre. Unter ihm war ab 1730 der Violinvirtuose und Theoretiker Giuseppe Tartini Konzertmeister. Georg Joseph Vogler (Abbé Vogler) lernte bei Vallotti.

## Musiktheoretisches Schaffen
Vallotti befasste sich mit einem breiten Spektrum des theoretischen Wissens seiner Zeit und stand in regem Kontakt mit vielen Kollegen wie Calegari, Vogler, Lambert, Tartini.
„Berücksichtigt man Calegaris frühe, wohl unabhängig von Rameau unternommenen Studien zur Akkordinversion, die zwar nicht publiziert wurden, aber auf seinen Ordensbruder Vallotti einwirkten, und zählt man die gemeinsame Arbeit mit Tartini hinzu, ergibt sich ein vielfältiges Spektrum norditalienischer Theoriebildung in den 1750er bis 1770er Jahren, das Anschauungen Zarlinos mit neuen akustischen Erkenntnissen in Verbindung brachte und mit dem Vogler in Berührung kam. Vallotti selbst hatte das Verhältnis von Musik und Mathematik reflektiert...“ (Sebastian Klotz)
Kurz vor seinem Tod erschien Vallottis Hauptwerk: Della scienza teorica e pratica della moderna musica (Über die wissenschaftliche Theorie und Praxis der modernen Musik). Seine Bedeutung besteht heute vor allem als Namensgeber der Vallotti-Stimmung, die er zwar nicht erfunden, aber als erster dokumentiert hat, und die heute eine weit verbreitete Stimmung im Bereich der historischen Aufführungspraxis darstellt.
Vallottis umfangreiche Korrespondenz ist noch nicht ausgewertet.

## Kompositorisches Schaffen
Obwohl er zu Lebzeiten ein berühmter Kirchenmusikkomponist war, werden seine Werke heute nur sehr selten aufgeführt. Anlässlich der Einweihung der Berliner Hedwigs-Kathedrale am 1. November 1773 hatte der preußische Hof bei Vallotti eine Messe und ein Te Deum in Auftrag gegeben.
Viele seiner Werke existieren nur in Manuskriptform.

## Weitere Literatur
- Giulio Cattin (Hrsg.): Francescantonio Vallotti. Nel II centenario dalla morte (1780–1980). Biografia, catalogo tematico delle opere e contributi critici (= Centro Studi Antoniani 3). Messaggero, Padua 1981, ISBN 88-7026-367-3